# Корб, Иоганн Георг
Иоганн Георг Корб (нем. Johann Georg Korb; 8 февраля 1672 — 15 ноября 1741) — немецкий дипломат и государственный деятель.
Секретарь посольства, отправленного императором Леопольдом I в Москву к императору Петру I в 1698 году. Во главе посольства стоял граф Игнатий Христофор фон Гвариент и Раалль. И. Г. Корб первым из иностранных авторов описал Россию при Петре I.

## Посольство в Россию
Посольство из 35 человек выехало из Вены 10 января 1698 года и возвратилось обратно 27 сентября 1699 года. В Москве имперское посольство находилось с 29 апреля 1698 по 23 июля 1699 года. Состоя в должности секретаря, И. Г. Корб всё время своего путешествия вёл дневник.
Во время пребывания посольства в Москве произошёл стрелецкий бунт, завершившийся репрессиями, свидетелем которых стал И. Г. Корб. Всё увиденное он подробно описал в своём дневнике, впрочем, равно как и другие примечательные события того времени, поскольку он успел близко познакомиться со многими сподвижниками Петра I: Голицыным, Нарышкиным, А. Д. Меншиковым, Ромодановским и др.
Дневник издан в Вене на латинском языке в 1700 году. Но уже в 1702 году, по требованию русского правительства, почти весь тираж книги был изъят из продажи и уничтожен, так что уцелевшие экземпляры его сделались библиографической редкостью. Причиной изъятия и уничтожения тиража стало якобы преувеличенное описание зверств во время расправы властей над стрельцами, на которые указал русский посол. Венский двор в видах создания антишведского и антиосманского союза с Россией решил не ссориться со своим потенциальным союзником. Кроме того, ещё одной значимой причиной уничтожения тиража могло быть то, что в издании дневника И. Г. Корба были опубликованы излишне подробные планы новых русских крепостей, что также могло быть использовано шведами и турками.

## Дальнейшая карьера
Дипломатические поручения были не единственной сферой деятельности И. Г. Корба. С 1700 года он перешёл на службу к герцогу Пфальц-Зульцбахскому, где со временем занял видное положение: с 1705 года — член зульцбахского княжеского совета, с 1712 года — надворный советник, а с 1732 года — канцлер.
В ратуше Карлштадта сохранился прижизненный портрет И. Г. Корба.

## Описание путешествия в Москву
В апреле 1698 года посольство прибыло в Смоленск в сопровождении воеводы Петра Салтыкова. Далее они отправились в Дорогобуж, проехали мимо Болдина монастыря и через несколько дней добрались до Можайска. Следующими населёнными пунктами на пути посольства стали усадьба князя Бориса Голицына Вязёмы и Одинцово.
29 апреля проехав мимо Новодевичьего монастыря где была заключена царевна Софья посольство прибыло в Москву.
В Москве посольство находилось под надзором думного дьяка Емельяна Украинцева и имело контакты с такими личностями как князь Б. А. Голицын, генерал Лефорт, Патрик Гордон, Л. К. Нарышкин.
При описании московского Кремля Корб упоминает Архангельский собор, Благовещенский собор и колокольню Ивана Великого с колоколом весом в 2200 пудов (предшественник Царь-колокола).
Кроме этого записи Корба содержат информацию о русской культуре, нравах и обычаях конца XVII века, а также информацию о более 50-ти кораблях Петровского флота и несколько карт Азовского моря с крепостями Азов и Таганрог.
- Прибытие посольства в Москву
- Водокрещи, крещенские купания
- Главный колокол Москвы
- московский герб

## Публикации дневника И. Г. Корба
- Diarium itineris in Moscoviam perillustris ac magnifici domini Ignatii Christophori nobilis domini de Guarient, & Rall, Sacri Romani Imperii, & Regni Hungariae Equitis, Sacrae Caefareae Majestatis Consiliarii Aulico-Bellici ab Augustißimo & Invictißimo Romanorum Imperatore Leopoldo I. ad Serenißimum, ac Potentißimum Tzarum et Magnum Moscoviae Ducem Petrum Alexiowicium anno MDCXCVIII ablegati extraordinarii. Descriptum a Joanne Georgio Korb, p.t. Secretario Ablegationis Caesareae. Viennae Austriae, Voigt, [1700]. Оцифрованный экземпляр из собрания Баварской Государственной Библиотеки

### Переводы на русский язык
- Дневник поездки в Московское государство Игнатия Христофора Гвариента, посла императора Леопольда I к царю и великому князю московскому Петру Первому в 1698 году, веденный секретарем посольства Иоанном Георгом Корбом / Пер. и прим. Б. В. Женева и М. И. Семевского // ЧОИДР 1866, Кн. 4; 1867, Кн. 1; 1867, Кн. 3.
- Корб И. Г. Дневник путешествия в Московию (1698 и 1699) / Пер. и прим. А. И. Малеина. — СПб., 1906. — С. 322.[8] (скан в wikimedia.org)
- Корб И. Г. Дневник путешествия в Московское государство / Пер. и прим. С. Ю. Шокарева // Рождение империи. — М.: Фонд Сергея Дубова, 1997.